# Жанажольський сільський округ (Шуський район)
Жанажо́льський сільський округ (каз. Жаңажол ауылдық округі, рос. Жанажолский сельский округ) — адміністративна одиниця у складі Шуського району Жамбильської області Казахстану. Адміністративний центр — село Жанажол.
Населення — 2794 особи (2021; 2710 у 2009, 2782 у 1999, 3348 у 1989).
Станом на 1989 рік існувала Новопутська сільська рада (село Новий Путь). 1997 року Новопутська сільська адміністрація була ліквідована та приєднана до складу Єскішуського сільського округу. 2005 року було відновлено Жанажольський сільський округ.